# Izgubljene stvari
Izgubljene stvari je epizoda Dilan Doga objavljena u Srbiji premijerno u svesci br. 154. u izdanju Veselog četvrtka. Sveska je objavljena 28.11.2019. Koštala je 270 din (2,3 €; 2,7 $). Imala je 94 strane.

## Originalna epizoda
Originalna epizoda pod nazivom Cose perdute objavljena je premijerno u br. 363. regularne edicije Dilana Doga u Italiji u izdanju Bonelija. Izašla je 29.11.2016. Naslovnu stranicu je nacrato Gigi Cavenago. Scenario je napisala Paola Barbato, a epizodu nacrtao Giovanni Freghieri. Koštala je 3,9 €.

### Novi crtač naslovnih strana
Posle Anđela Stana i Klaudija Vile, Điđi Kavenago (Gigi Kavenago) je treži crtač naslovnih strana regularne edicije Dilan Doga. Ovo je njegova prva naslovnica.

## Kratak sadržaj
Nepoznata osoba ubija starije i onemoćale ljude. Gospođa Fauling prinuđena je da se skine do donjeg veća a potom zadavljena u kadi sopstvenog doma. Dan Larson zadavljen je u staračkom domu. Inspektor Karpenter i Rania Rakim dobijaju zadatak da istraže ove slučajeve ubistava, ali takpaju u mestu. Paralelno s tom radnjom, Dilan ponovo prolazi kroz košmarni period. Blok mu preporučuje da ode kod psihijatra, što Dilan na kraju prihvata. Menjajući psihologe i pokušavajući da odgonetne zagonetku šarene mašne koja se pojavljuje u košmarima, Dilan u sećanjima dolazi do leta koje je proveo u Krosgejtu (Crossgate) u kući svoje bake i deke. Za to vreme još jedan policajac po imenu Longton biva ubijen u svom kupatilu. Dilan odlazi u Krosgejt i tamo se susreće sa izmišljenim likovima iz detinjstva. U odlasku do bunara, Dilan se sreće sa Neli Brajs koja ga povlači na dno bunara dok oan izlazi napolje. Neli Brajs je jedna od psihološkinja koju je Dilan ranije posetio. Sa vrha bunara, Neli mu objašnjava da je bila žrtva očevog zlostavljanja, te da ju je otac često ostavljao na dnu bunara. Kao dečak, Dilan je znao da se neko nalazi na dnu bunara, ali nije bio siguran da li je osoba stvarna i nikad joj nije pomogao. Neli je odlučila da se osveti svima koji su direktno ili indirektno učestvovali u zlostavljanju. Najpre je ubila svog oca, potom gđu Fauling (koja je takođe znala za zlostavljanje ali nikoga nije obavestila), Dana Larsona (vlasnik Krosgejta), Langton (policajac koji je istraživao zlostavljanje dece), te konačno Dilana, iako je tada bio dečak. Dilan uspeva da se izvuče iz bunara uz pomoć insp. Karpentera, a Neli završava tragično nakon što Dilanovi imaginarni prijatelji preuzimaju pravdu u svoje ruke.

### Interpretacija
"Talentirana Paola Barbato nas suočava sa užasima svih vrsta. Priča je i pažljiva istraga nadrealnog, u tom prostoru prokletstva i muka gde pokušavamo da pobedimo nevidljiva čudovišta koja se rađaju i rastu u nama. Ovo je priča o usamljenosti, izolaciji i najdragocenijem dobru koje imamo da nas spasi -- našoj mašti!Strah potiče i iz iracionalnih čudovišta, noćnih mora i iz stvarnih, jer su ubistva nasilna i jedno halucinirano više od drugog. Ali kraj čitatelja da potpuno zamrzne: osoba odgovorna za sve zlo, okamenjeno čudovište koje se krije iza priče, je bezosećajna ravnodušnost ljudi koji ne prijavljuju nasilje koje im je pred očima. Fregijerijeva olovka pojačava naraciju, obogaćuje je emocionalnim nijansama. Njegova tamna svetla animiraju lica, a izrazi se upaljaju. Kao i nekolicina drugih, on uvek uspeva da nam pokaže emocije koje Dilan oseća, crtajući očima koje su suština čiste vizuelne komunikacije, ponekad incizivnije od samih reči. Uzbudljivo".

## Prve korice Điđi Kavanaga
Ovo je prva epizoda redovne edicije Dilan Doga za koje je korice nacrtao Điđi Kavenago. Kavenago je ovaj posao preuzeo od Anđela Stana, koji je radio na naslovnim stranama od početka serijala 1986. godine. Kavenago je radio ovaj posao do epizode Dženi (#211), koja je u Srbiji izašla 2024. godine. Nakon njega posao crtanja naslovnih strana za redovnu ediciju preuzimaju braća Đanluka i Raul Čestar.